# Мнюх, Юрий Владимирович

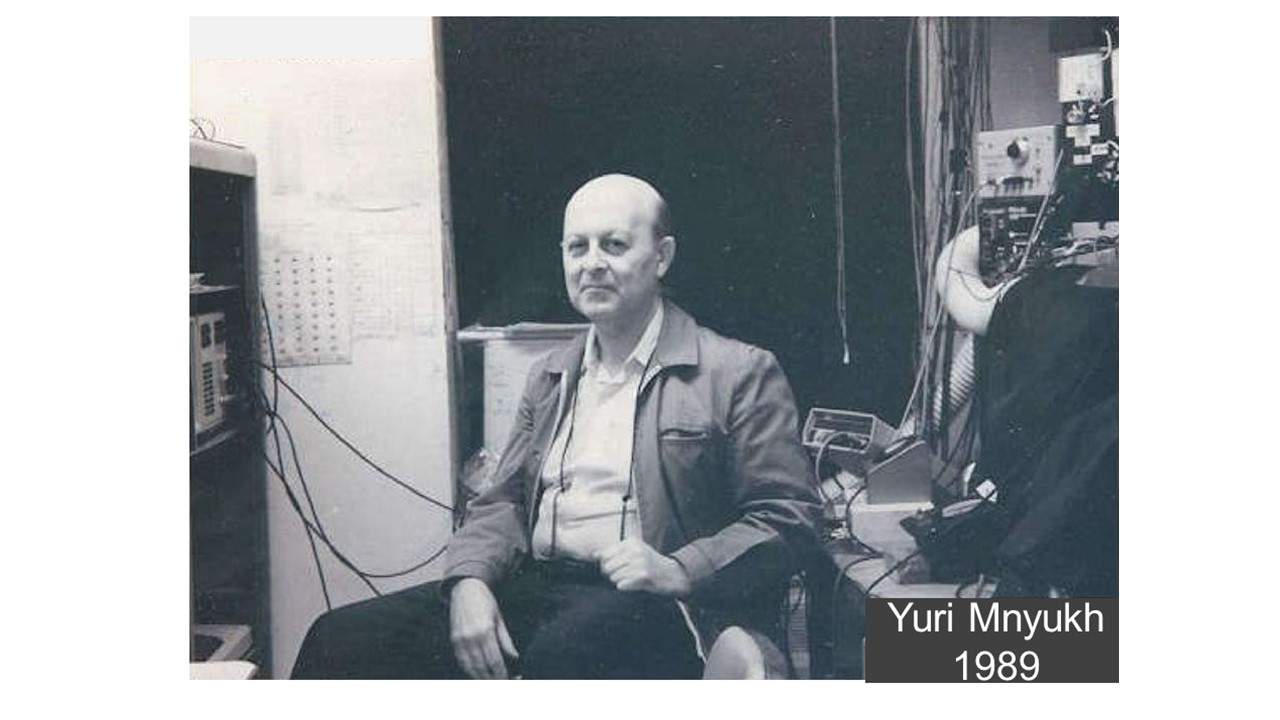
Юрий Мнюх в Лаборатории Радиации и Твердого тела Нью - Йоркского университета в 1989 году

Юрий Владимирович Мнюх (англ. Yuri Mnyukh, род. 1926) — физик, кандидат физико-математических наук, член Московской Хельсинкской группы с 1977 года, эмигрировал в том же 1977, пробыв в МХГ полгода. Автор двух книг по физике твердого тела. В отличие от предыдущих физических теорий oн объяснил структурные фазовые переходы, ферромагнетизм, сегнетоэлектричество и процесс намагничивания и продемонстрировал отсутствие «критических» явлений в твердом теле. Peer reviewed publication: https://www.researchgate.net/publication/342962349_Concluding_Papers_of_Yuri_Mnyukh_on_Solid-State_Physics#fullTextFileContent

## Биография
Мнюх родился в Москве в 1926 году. В 1950 году окончил Московский инженерно-физический институт с присвоением квалификации инженер-физик. Некоторое время поработав в области электронной микроскопии, в 1954 году начал научную деятельность в должности научного сотрудника лаборатории рентгеноструктурного анализа под руководством А. И. Китайгородского в Институте элементоорганических соединений АН СССР. Cделал несколько открытий в области кристаллофизики. Peer reviewed publication: https: www.researchgate.net/publication/277815060_Mechanism_and_Kinetics_of_Phase_Transitions_and_Other_Reactions_in_Solids
В 1959 году защитил диссертацию на степень кандидата физико-математических наук по теме "Исследование структуры нормальных парафинов и их твердых растворов" в институте кристаллографии АН СССР.  
С 1966 года стал заведующим лабораторией кристаллофизики в Институте биофизики Академии Наук СССР в Пущино, занимался проблемами физики твердого тела. В 1973 году подготовил докторскую диссертацию. Однако руководству института стали известны его критические взгляды на советскую действительность, из-за чего Юрия Мнюха сняли с должности заведующего лабораторией, а докторскую защитить не дали. B 1974 году его уволили из института.       
Не найдя работы для продолжения научной работы, Мнюх занимался дома теоретической обработкой накопленных экспериментальных данных и публикацией статей за границей. В 1976 году он прекратил научную работу, познакомился  с Сахаровым, Турчиным, Гинзбургом и всю свою деятельность посвятил диссидентскому движению, помогая: своей машиной и телефоном (пока его не отключили), принимая документы для сокрытия и отправки за границу, организовывая встречи преследуемых религиозных групп с иностранными корреспондентами, поддерживая научные семинары «отказников» и выполняя другие задачи.     
Работал лифтером.  4 января 1977 года единственный из друзей А. Гинзбурга присутствовал на обыске у него дома. На следующий день 5 января вступил  в Московскую группу "Хельсинки". В январе того же года выступил с письмом  в защиту Гинзбурга, Орлова, Руденко, Тихого. "Не допустить ликвидации Солженицынского фонда!"

 ...Органы КГБ  отобрали  до  последнего  рубля   все найденные  ими  [на  обыске 4 января у А. Гинзбурга - ВП] общественные деньги... Призываю добровольными взносами не только  компенсировать  материальные  потери фонда,  но и приумножить его...
7 февраля 1977 в квартире Ю. В. Мнюха проведён обыск. Сотрудники КГБ забрали научные материалы и деньги, которые являлись отвлечением от замороженных в лед денег Солженицынского фонда в холодильнике.
16 марта 1977 вместе с Еленой Боннэр, Петром Григоренко, Мальвой Ланда и Владимиром Слепаком подписал письмо с протестом против ареста Анатолия Щаранского. Без работы и под угрозой быть названным «тунеядцем», Мнюх Эмигрировал из СССР в США в конце июня 1977 года.
В США pаботал научным сотрудником в Лаборатории Радиации и Твёрдого тела Нью-Йоркского университета. В 1990 году вышел на пенсию, но продолжал теоретическую работу и издание книг и статей по физике твёрдого тела.

## Семья
Жена — Нелли Мнюх (урождённая  Панфилова). Дочь Анна Мнюх.

## Научные достижения

### Научные результаты
Диссертация Мнюха была по существу термодинамической. Цель его последующих исследований, предпринятых в 1959 году, заключалась в том, чтобы выяснить, как происходят фазовые переходы — молекулярные перегруппировки в кристаллах из одной формы в другую. В литературе преобладала идея, что это кооперативный процесс, когда все молекулы в твердом теле участвуют в нем одновременно. Такова теория Ландау фазовых переходов второго рода. Однако экспериментальные открытия привели Мнюха к выводу, что это всегда зарождение и рост новой фазы.  Peer reviewed publication:https://www.researchgate.net/publication/277815060_Mechanism_and_Kinetics_of_Phase_Transitions_and_Other_Reactions_in_Solids
Результаты исследований Мнюха намного превзошли их первоначальную цель. Механизм зародышеобразования и роста был распространен на другие твердотельные реакции. Он оказался универсальным инструментом для раскрытия физической природы основных явлений физики твердого тела. Было показано, что фазовых переходов второго рода не существует, и стало очевидным вредное влияние их теории Ландау на физику твердого тела. Было объяснено происхождение ферромагнетизма. Объяснен молекулярный механизм ферромагнитных переходов. Объяснен процесс намагничивания. Показана ошибочность теории ферромагнетизма Гейзенберга. Было раскрыто происхождение сегнетоэлектричества и ричины его близкой аналогии с ферромагнетизмом. Уточнен механизм фазовых переходов в сверхпроводниках. Великая загадка теоретической физики — «лямбда-аномалии» теплоемкости в твердых телах и жидком Не — была устранена. Наконец, сделан общий вывод о нежизнеспособности всей теории критических явлений, учитывая отсутствие объектов ее применения.  https://www.researchgate.net/publication/338643479_Searching_for_a_Critical_Phenomenon https://www.researchgate.net/publication/277815060_Mechanism_and_Kinetics_of_Phase_Transitions_and_Other_Reactions_in_Solids

### Книги
- Yuri Mnyukh.  Fundamentals of Solid-State Phase Transitions, Ferromagnetism and Ferroelectricity. DirectScientific Press 2nd Edition, 2010

- Yuri Mnyukh. Concluding Papers of Yuri Mnyukh on Solid-State Physics.  DirectScientific Press, 2018

### Избранные статьи
- Мнюх Ю. В. Структура нормальных парафинов и их твердых растворов. // Ж. структ. химии. -1960. т. 1. № 3. с. 370.
- Y. Mnyukh, 1963, J. Phys. Chem. Solids,  Lows of phase transformations in a series of normal paraffins, 24, 631-640
- Y. Mnyukh, N. A. Panfilova, 1973, Polymorphic transitions in molecular crystals - 2. Mechanism of molecular rearrangement at 'contact' interface, J. Phys. Chem. Solids, 34, 159-170
- Ю. В. Мнюх. Молекулярный механизм полиморфных переходов. // Докл. АН СССР, 201:3 (1971),  573–576
- Ю. В. Мнюх, Н. И. Мусаев. О механизме полиморфного перехода из кристаллического состояния в ротационно-кристаллическое. // Докл. АН СССР, 181:1 (1968),  88–91
- Ю. В. Мнюх, Н. И. Мусаев, А. И. Китайгородский. Рост кристаллов при полиморфном превращении в глутаровой кислоте и гексохлорэтане. // Докл. АН СССР, 174:2 (1967),  345–348
- Ю. В. Мнюх, Н. Н. Петропавлов, А. И. Китайгородский. Слоистый рост кристаллов при полиморфном превращении.// Докл. АН СССР, 166:1 (1966),  80–83
- Ю. В. Мнюх, М. А. Ценева. Полиморфизм в органических молекулярных кристаллах. // Докл. АН СССР, 162:2 (1965),  326–329
- А. И. Китайгородский, Ю. В. Мнюх, Ю. Г. Асадов. Полиморфный переход монокристалл – монокристалл в n-дихлорбензоле. // Докл. АН СССР, 148:5 (1963),  1065–1068
- Ю. В. Мнюх, Е. М. Белавцева, А. И. Китайгородский. Морфология молекулярных упаковок в линейных полиэфирах. // Докл. АН СССР, 133:5 (1960),  1132–1135
- А. И. Китайгородский, Ю. В. Мнюх. Температурные изменения межмолекулярных расстояний в парафине н-C30H62. Уточнение формы молекулы парафинов. // Докл. АН СССР, 121:2 (1958),  291–294
- А. И. Китайгородский, Ю. В. Мнюх. Триклинная модификация политена// Докл. АН СССР, 121:1 (1958),  115–116
- Vitaly J. Vodyanoy, Yuri Mnyukh. The Physical Nature of "Giant" Magnetocaloric and Electrocaloric Effects // American Journal of Materials Science. 2013;  3(5): 105-109
- Y. Mnyukh. Mechanism and Kinetics of Phase Transitions and Other Reactions in Solids, American Journal of Condensed Matter Physics 2013, 3(4): 89-1034
- Y. Mnyukh. Second-Order Phase Transitions, L. Landau and his Successors, American Journal of Condensed Matter Physics 2013, 3(2): 25-30
- Y. Mnyukh. On the Phase Transitions that Cannot Materialize, American Journal of Condensed Matter Physics 2014, 4(1): 1-12
- Y. Mnyukh. Hysteresis of Solid-State Reactions: Its Cause and Manifestations, American Journal of Condensed Matter Physics 2013, 3(5): 142-150
- Y. Mnyukh, Phase Transitions in Layered Crystals, arxiv.org/abs/1105.4299
- Y. Mnyukh. On Physics of Magnetization, American Journal of Condensed Matter Physics 2016, 6(1): 17- 19
- Y. Mnyukh. Ferromagnetic State and Phase Transitions, American Journal of Condensed Matter Physics 2012, 2(5): 109-115
- Y. Mnyukh. Magnetization of Ferromagnets, American Journal of Condensed Matter Physics 2014, 4(4): 78-85
- Y. Mnyukh. Paramagnetic State and Phase Transitions, American Journal of Condensed Matter Physics 2015, 5(2): 56-59
- Y. Mnyukh. The True Cause of Magnetostriction, American Journal of Condensed Matter Physics 2014, 4(3): 57-62
- Y. Mnyukh. The Nature of Ferroelectricity, American Journal of Condensed Matter Physics 2020, 10(1): 18-29
- Y. Mnyukh and V. J. Vodyanoy. Superconducting State and Phase Transitions, American Journal of Condensed Matter Physics 2017, 7(1):17-32
- Y. Mnyukh. Searching for a Critical Phenomenon, American Journal of Condensed Matter Physics 2020, 10(1): 1 -13

## Рекомендуемые источники
- Евреи в общ.-полит. движениях - 2. СССР, 2.3.2.; Пр. 4
- “To Shrink a Scientist” // Newsweek, August 8, 1977.